# Alfredo Nasser
Alfredo Nasser (Caiapônia, 30 de abril de 1907 — Brasília, 21 de novembro de 1965) foi um advogado, jornalista, professor e político brasileiro.

## Primeiros anos
Filho de Miguel Inácio Nasser e Abla Issac Nasser, casal de imigrantes libaneses provenientes da aldeia de Racur. Viveu por algum tempo em Uberlândia e anos depois formou-se em Direito na capital paulista em 1927 e na referida cidade trabalhou na Folha de S. Paulo. Ao voltar para Goiás seguiu na carreira  militar e jornalística e foi professor tanto no Liceu de Goiás quanto na Universidade Federal de Goiás. Também se tornou redator do jornal O Democrata, fundado por Totó Caiado.

## Carreira política

### República Velha e Era Vargas
Ingressou na política ao ser eleito deputado estadual, pelo Partido Democrata, partido governista e presidido por Totó Caiado. Tomou posse em agosto daquele mesmo ano, porém teve o mandato interrompido pela Revolução de 1930, colaborando com o interventor Carlos Pinheiro Chagas, após o período de fechamento do Congresso Legislativo de Goiás e de transição de governos.
Atuou na oposição ao interventor federal, Pedro Ludovico Teixeira, sendo porta-voz da Coligação Libertadora e dirigente do jornal A Coligação. Foi reeleito para o mesmo cargo nas eleições estaduais em Goiás em 1934, sendo empossado em 1 de fevereiro de 1935. Novamente, não concluiu o mandato, pois ocorreu o fechamento de todos os parlamentos do país, durante o Estado Novo, em 10 de novembro de 1937.
Funcionário do Departamento Administrativo do Serviço Público, dedicou-se à advocacia e foi fundador da Associação dos Servidores Civis do Brasil em 1943. 

### República Populista: parlamentar federal por Goiás e Ministro da Justiça
Após a queda de Getúlio Vargas obteve uma suplência de deputado federal pela UDN em 1945, não sendo convocado a exercer o mandato. Eleito senador em 1947, não foi vitorioso ao disputar o mesmo cargo em 1950 e 1954.
Após migrar para o PSP foi eleito deputado federal em 1958 e 1962. Enquanto deputado federal, foi vice-presidente da Comissão de Constituição e Justiça e de Cidadania. Também nesse tempo, foi licenciado para ser o ministro da Justiça e Interior no gabinete de Tancredo Neves durante a fase parlamentarista no governo do presidente João Goulart, retornando em 1962, após ser destituído por Goulart. Faleceu em pleno exercício do mandato de deputado federal, em 21 de novembro de 1965, aos 60 anos de idade, vítima de angina.

### Fraude nas eleições
Durante as eleições estaduais em Goiás em 1954, Alfredo Nasser disputou contra Ludovico Teixeira, simultaneamente enquanto Galeno Paranhos disputava o governo estadual com José Ludovico de Almeida. Ambos os udenistas foram derrotados, porém nove anos depois, o Supremo Tribunal Federal e o Tribunal Regional Eleitoral de Goiás, em 1963, reconheceram a vitória de Paranhos para o governo e a de Nasser para o Senado.  O episódio de derrota fizera Nasser sofrer um infarto e prejudicou seu sistema cardiovascular.

## Homenagens
Um busto em sua homenagem foi erguido na Assembleia Legislativa de Goiás. Escolas, ruas e avenidas em várias cidades do interior do estado e a primeira sede da ALEGO, foi nominadas com seu nome, tendo sido feita a última em 1967.